# 2011–2012-es magyar labdarúgó-ligakupa (egyenes kieséses szakasz)
A 2011–2012-es magyar labdarúgó-ligakupa egyenes kieséses szakasza 2012. február 21-én kezdődött, és április 18-án ért véget, a Kecskeméti TE–Videoton döntővel. Az egyenes kiesés szakaszba a csoportokból az öt csoportgyőztes, illetve a három legjobb csoportmásodik jutott tovább.

## Továbbjutott csapatok
| Csoport   | Csoportelső       | Csoportmásodik |
| --------- | ----------------- | -------------- |
| A csoport | Lombard Pápa      | –              |
| B csoport | Kaposvári Rákóczi | –              |
| C csoport | Videoton          | MTK Budapest   |
| D csoport | Kecskeméti TE     | Paksi FC       |
| E csoport | Debreceni VSC     | Diósgyőr       |

## Negyeddöntők
A negyeddöntők sorsolását 2011. november 27-én tartották.
| 1. csapat         | Össz. | 2. csapat     | 1. mérk. | 2. mérk. |
| ----------------- | ----- | ------------- | -------- | -------- |
| Kaposvári Rákóczi | 1–2   | Lombard Pápa  | 0–1      | 1–1      |
| Diósgyőr          | 0–4   | Videoton      | 0–2      | 0–2      |
| MTK Budapest      | 2–3   | Kecskeméti TE | 2–2      | 0–1      |
| Paksi FC          | 1–2   | Debreceni VSC | 0–1      | 1–1      |

### 1. mérkőzések
| 2012. február 21. 13:00 |

| MTK Budapest                        | 2–2               | Kecskeméti TE        |
| ----------------------------------- | ----------------- | -------------------- |
| Tischler 64' (11-esből) Könyves 67' | (0–1) Jegyzőkönyv | Bori 4' Litsingi 71' |

| MTE Sporttelep, Budapest Játékvezető: Radványi Ádám (magyar) |

| 2012. február 22. 13:00 |

| Kaposvári Rákóczi | 0–1               | Lombard Pápa |
| ----------------- | ----------------- | ------------ |
|                   | (0–0) Jegyzőkönyv | Tóth 75'     |

| ÖLUE Sporttelep, Kaposvár Nézőszám: 200 Játékvezető: Oláh Gábor (magyar) |

| 2012. február 22. 18:00 |

| Diósgyőr | 0–2               | Videoton                     |
| -------- | ----------------- | ---------------------------- |
|          | (0–1) Jegyzőkönyv | Torghelle 25' Nikolics 90+2' |

| DVTK-stadion, Miskolc Nézőszám: 4 000 Játékvezető: Iványi Zoltán (magyar) |

| 2012. február 28. 16:30 |

| Paksi FC | 0–1               | Debreceni VSC   |
| -------- | ----------------- | --------------- |
|          | (0–0) Jegyzőkönyv | Spitzmüller 54' |

| Fehérvári út, Paks Nézőszám: 100 Játékvezető: Farkas Ádám (magyar) |

### 2. mérkőzések
| 2012. március 6. 18:00 |

| Debreceni VSC | 1–1               | Paksi FC              |
| ------------- | ----------------- | --------------------- |
| Méyé 12'      | (1–1) Jegyzőkönyv | Ludánszki 24' (öngól) |

| Oláh Gábor utca, Debrecen Nézőszám: 1 200 Játékvezető: Takács János (magyar) |

| 2012. március 7. 16:00 |

| Lombard Pápa | 1–1               | Kaposvári Rákóczi |
| ------------ | ----------------- | ----------------- |
| Benko 50'    | (0–1) Jegyzőkönyv | Jammeh 13'        |

| Perutz Stadion, Pápa Nézőszám: 200 Játékvezető: Radványi Ádám (magyar) |

| 2012. március 7. 16:00 |

| Videoton                            | 2–0               | Diósgyőr |
| ----------------------------------- | ----------------- | -------- |
| Brandão 31' Mitrović 53' (11-esből) | (1–0) Jegyzőkönyv |          |

| Sóstói Stadion, Székesfehérvár Nézőszám: 2 000 Játékvezető: Berke Balázs (magyar) |

| 2012. március 7. 18:00 |

| Kecskeméti TE | 1–0               | MTK Budapest |
| ------------- | ----------------- | ------------ |
| Litsingi 74'  | (0–0) Jegyzőkönyv |              |

| Széktói Stadion, Kecskemét Nézőszám: 500 Játékvezető: Szabó Zsolt (magyar) |

## Elődöntők
| 1. csapat     | Össz. | 2. csapat     | 1. mérk. | 2. mérk. |
| ------------- | ----- | ------------- | -------- | -------- |
| Lombard Pápa  | 0–4   | Videoton      | 0–3      | 0–1      |
| Kecskeméti TE | 4–1   | Debreceni VSC | 4–0      | 1–1      |

### 1. mérkőzések
| 2012. március 27. 18:00 |

| Lombard Pápa | 0–3               | Videoton                      |
| ------------ | ----------------- | ----------------------------- |
|              | (0–0) Jegyzőkönyv | Perić 56' 69' Torghelle 90+1' |

| Perutz Stadion, Pápa Nézőszám: 1 000 Játékvezető: Vad István (magyar) |

| 2012. március 28. 18:00 |

| Kecskeméti TE                                    | 4–0               | Debreceni VSC |
| ------------------------------------------------ | ----------------- | ------------- |
| Tököli 8' 30' (11-esből) Litsingi 44' Lencse 74' | (3–0) Jegyzőkönyv |               |

| Széktói Stadion, Kecskemét Nézőszám: 500 Játékvezető: Bognár Tamás (magyar) |

### 2. mérkőzések
| 2012. április 4. 15:30 |

| Videoton  | 1–0               | Lombard Pápa |
| --------- | ----------------- | ------------ |
| Vaskó 86' | (0–0) Jegyzőkönyv |              |

| Sóstói Stadion, Székesfehérvár Nézőszám: 1 000 Játékvezető: Pintér Csaba (magyar) |

| 2012. április 4. 18:00 |

| Debreceni VSC         | 1–1               | Kecskeméti TE |
| --------------------- | ----------------- | ------------- |
| Farkas 23' (11-esből) | (1–0) Jegyzőkönyv | Tököli 54'    |

| Oláh Gábor utca, Debrecen Nézőszám: 2 500 Játékvezető: Takács János (magyar) |

## Döntő
| 2012. április 18. 17:30 |

| Kecskeméti TE | 0–3                         | Videoton                              |
| ------------- | --------------------------- | ------------------------------------- |
|               | (0–1) Jegyzőkönyv Részletek | Sándor 38' Gyurcsó 65' Nikolics 90+1' |

| Széktói Stadion, Kecskemét Nézőszám: 5 000 Játékvezető: Bognár Tamás (magyar) |